# Zumwalt (Schiff)
Die Zumwalt, auch USS Zumwalt (Kennung: DDG-1000), ist ein Zerstörer und Typschiff der gleichnamigen Klasse der United States Navy.

## Name und Rumpfnummer

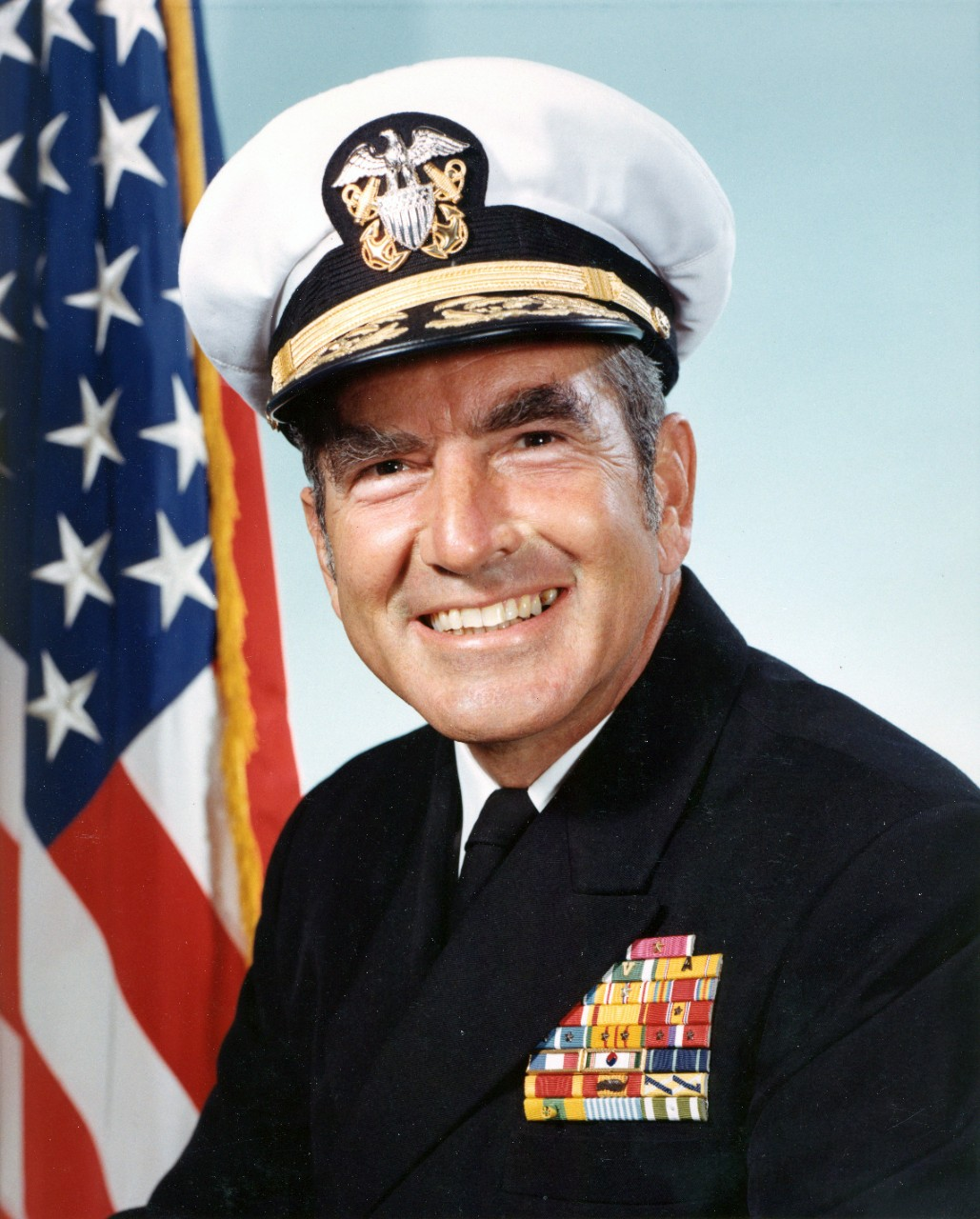
Admiral Elmo R. Zumwalt, Namensgeber der USS Zumwalt sowie der Zumwalt-Klasse

Der Zerstörer sowie die komplette Klasse ist nach Elmo R. Zumwalt benannt. Zumwalt war ein Admiral der USN und diente von 1970 bis 1974 in der Endphase des Vietnamkrieges als 19. Chief of Naval Operations (CNO). Er reformierte die Personalpolitik der USN in seinen Bestrebungen, Spannungen zwischen Soldaten verschiedener Ethnien zu vermindern.
Das Schiff erhält die Rumpfnummer DDG-1000. Damit weicht die USN erneut von ihrem Klassifizierungsschema ab. Als Lenkwaffenzerstörer erhalten die Schiffe gemäß dem hull code korrekt die Kennung DDG für  Destroyer, Guided Missile (dabei steht DD für destroyer ship und G für guided missile (Lenkwaffe)). Damit hätte die laufende Nummer nach Michael Murphy, der letzten zu diesem Zeitpunkt geplanten Einheit der Arleigh-Burke-Klasse, ansetzen müssen. Stattdessen fiel die USN auf die laufende Nummer der alten Zerstörer-Klassifikation DD zurück. Diese Nummerierung lief bis zur Hayler aus dem Jahr 1983, welche die Kennung DD-997 trug. Aus symbolischen Gründen fielen zusätzlich die zwei folgenden Nummern weg.

## Geschichte
Im Jahr 1991 startete die USN ein Programm, aus dem die nächste Generation von Kriegsschiffen hervorgehen sollte, die letztlich die Arleigh-Burke-Klasse ersetzen sollte. Im Mai 2001 wurde das Programm gestoppt, da die US-Regierung im Quadrennial Defense Review die Rüstungsausgaben und die USN selbst ihre Beschaffungsstrategie überprüfen wollten. Es fand eine neue Ausschreibung statt, die Ingalls Shipbuilding gewann. Die USN gab aber nach massiver Kritik durch den US-Rechnungshof bekannt, das Programm nach nur drei Zerstörern auf Grund der hohen Produktionskosten von über drei Milliarden US-Dollar pro Schiff einzustellen und stattdessen mehr Burkes zu beschaffen. Da Ingalls mehrere andere Schiffe der USN baut, sollte nun Bath Iron Works die DDG-1000 fertigen.
Die USS Zumwalt wurde am 14. Februar 2008 bestellt und drei Jahre später auf Kiel gelegt. Am 28. Oktober 2013 fand der Stapellauf statt. Die USS Zumwalt wurde Ende 2014 ausgeliefert und am 7. Dezember 2015 erstmals auf offener See getestet. Ihre Indienststellung erfolgte am 15. Oktober 2016. Der Bau der USS Zumwalt kostete etwa 3,5 Mrd. US-Dollar.
Im November 2016 erlitt das Schiff im Panamakanal einen Maschinenschaden.